# Papa Bue
Arne Bue Jensen, känd under artistnamnet Papa Bue, född 8 maj 1930 i Köpenhamn, död 2 november 2011, var en dansk jazztrombonist och grundare av Papa Bues Viking Jazzband.
År 1954 bildade Jensen The Royal Jazzband, som strax därefter bytte namn till Bohana Jazzband. 1956 bytte man åter namn, nu till Papa Bue's New Orleans Jazzband - med den kände banjoisten Bjarne "Liller" Petersen i uppsättningen.
Den amerikanske sångaren Shel Silverstein hörde orkestern under en vistelse i Köpenhamn. Han ansåg att de skäggprydda bandmedlemmarna måste vara verkliga vikingaättlingar, vilket fick Jensen att ge gruppen dess slutliga namn.
Papa Bue och hans band turnerade flitigt i många länder och var det största tradjazznamnet i Malmö och Skåne från slutet av 1950-talet. Eftersom han var den ende i bandet som hade barn fick han smeknamnet "Papa".